# Sangha (bouddhisme)
Cet article concerne le bouddhisme. Pour les autres sens du mot, voir Sangha.
Le Sangha (sanskrit : सङ्घ saṃgha , n.m., ; pali : saṅgha,,), mot signifiant littéralement « multitude » mais que l'on peut traduire par « communauté », désigne la communauté monastique constituée par les bhikshu et les bhikkhuni. 
Toutefois, dans un sens plus restreint, le sangha est la communauté spirituelle des arya-bodhisattva (les quatre êtres nobles), ou bien les arya (supérieurs) ayant déjà atteint une perception directe de la vacuité des phénomènes, première des terres de bodhisattva (un niveau certain de réalisation spirituelle). On parle alors du « saṅgha sublime », objet du refuge bouddhique, par opposition au « Sangha ordinaire », constitué par l'ensemble des moines et nonnes qui ne sont pas encore entrés dans le chemin de l'illumination.
Ce sangha sublime constitue l'un des Trois joyaux — avec le Bouddha et le dharma — dans lequel tout moine, et de nombreux bouddhistes prennent refuge quotidiennement en récitant la formule: « Je vais vers le Bouddha, le dharma et le sangha comme vers un refuge. »
L'organisation du sangha par le Bouddha a posé les bases du monachisme bouddhiste. Et cette communauté est sans doute le premier exemple de collectivité structurée que nous connaissons.

## Un terme polysémique

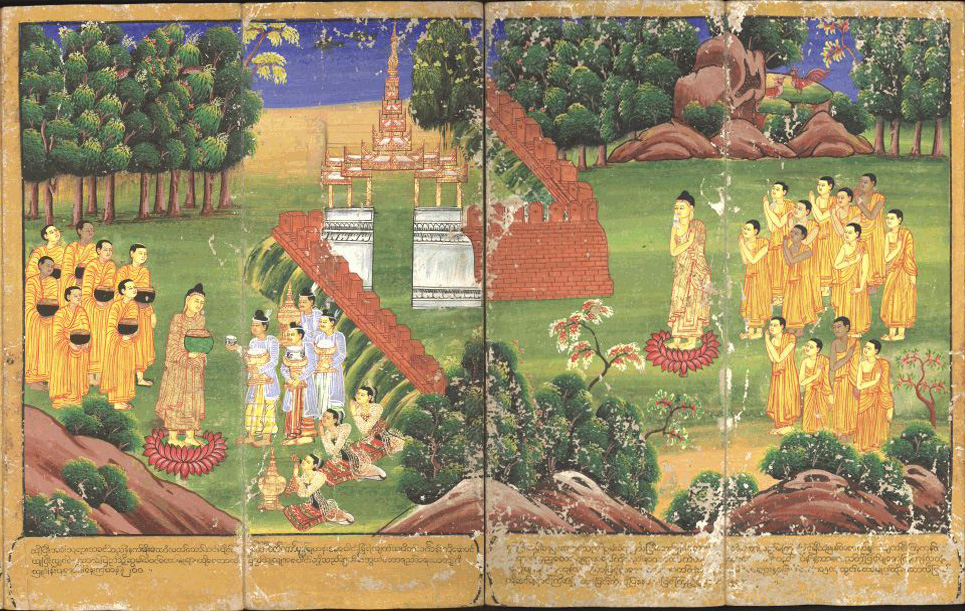
Gautama Bouddha et le sangha des disciples présentent leur bol pour la mendicité et reçoivent des offrandes des laïcs. Birmanie, XVIIIe siècle.

On a beaucoup discuté dans la littérature bouddhique pour savoir ce qu'est le sangha, ce qui le constitue, en particulier dans le cas du sangha qui est l'un des Trois trésors. Une des plus anciennes catégories est l'octuple sangha, qui intègre uniquement ceux qui ont atteint un certain niveau de réalisation spirituelle. En fait, il s'agit de quatre groupes d'êtres nobles (caturāryapudgala), chaque groupe se trouvant à un stade plus ou moins avancé. Ce sont eux qui constituent le sangha en tant que troisième joyau des Trois trésors. Le doublement de quatre à huit est dû à ce que dans chacun des quatre groupes on a distingué ceux qui s'approchent d'un des stades et ceux qui y sont. Par la suite, les distinctions se sont enrichies pour se monter à vingt, ce qui a formé un ensemble appelé « sangha des vingt-membres ». 
Dans un cas comme dans l'autre (huit ou vingt), il s'agit d'êtres nobles (au sens religieux de arya pudgala), parfois ordonnés, et qui sont aussi appelés « sangha suprême » (angl. ultimate / sanscrit: paramârtthasamgha), qui doit être distinguée du « sangha conventionnel » (sanscrit: samvritisamgha) composée, elle, des moines et nonnes qui sont toujours des personnes ordinaires, des pṛthagjana, autrement dit des personnes n'étant donc pas encore entrées sur le chemin de l'illumination. C'est cette sangha suprême qui est le troisième joyau (à côté du Bouddha et du Dharma) dans lequel on prend refuge.

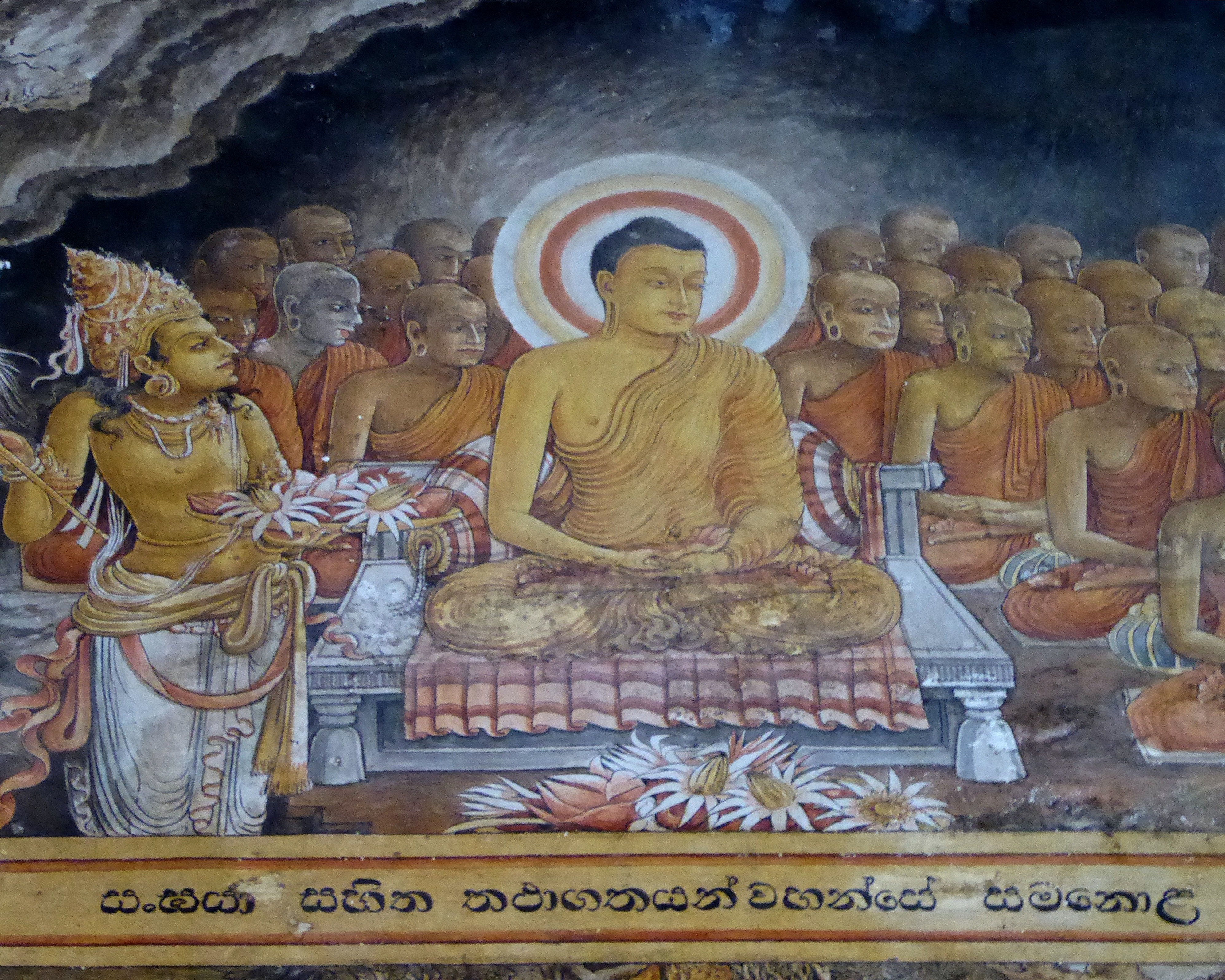
Bouddha et Sangha. Kelaniya Raja Maha Vihara, Sri Lanka.

Dans un sens plus large, le sangha est aussi utilisé pour désigner quatre catégories de personnes: les moines, les nonnes, les disciple laïcs hommes (upâsaka) et les disciples laïques femmes (upâsikâ ). Toutefois, ce groupe est souvent appelé « adeptes, congrégation » (sanscrit: parisad), ce qui laisse entendre que le mot « sangha » désigne plutôt la communité des gens ordonnés. Par ailleurs, dans l'histoire, la présence officielle du bouddhisme dans un pays a souvent été liée à la présence de moines ordonnés qui gardent les préceptes. La fondation d'un premier et l'ordination de premiers moines constitue un autre signe d'établissement du bouddhisme dans un pays.  
Richard Robinson et al. résument ainsi la principale distinction dans le sangha: « premièrement, au niveau idéal (arya), [sangha] désigne tous les disciples du Bouddha, laïcs ou ordonnés, qui ont au moins atteint le niveau de srotāpanna; deuxièmement, au niveau conventionnel (saṃvṛti), il désigne les ordres de Bhiksus et de Bhiksuni. » Ils poursuivent : « le Canon pali utilise le mot parisa (ou parisad) pour désigner la communauté bouddhiste au sens large — les moines, les nonnes, les hommes et les femmes laïcs qui ont pris les trois refuges — et réserve le mot « Sangha » à un usage plus restreint. Dans l'usage pali, le Sangha au sens de arya (idéal) est constitué de toutes les personnes, laïques ou ordonnées, qui ont acquis l'œil pur du Dharma, obtenant au moins un aperçu du Sans-mort (Deathless). ». Ainsi, « les deux sens [du mot] se recoupent sans être nécessairement identiques. Certains membres du Sangha idéal ne sont pas ordonnés ; certains moines n'ont pas encore acquis l'œil du Dharma. »

### Synthèse

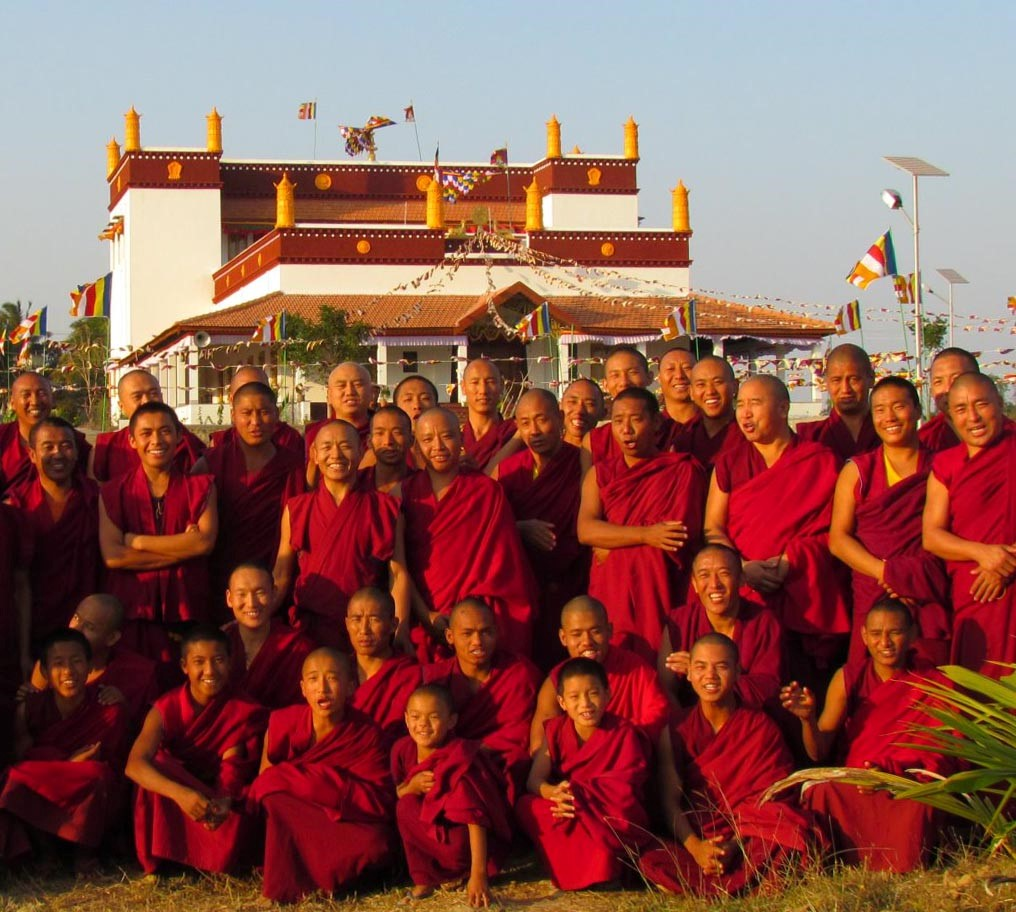
Moines tibétains du Rato Dratsang à Mundgod, dans le Karnataka (janvier 2015).

« Sangha » peut se traduire par « communauté », « congrégation », « assemblée ». Dans la pratique, on peut dire qu'au sens large, le sangha inclut donc les bhikkhu (moines), les bhikkhuni (nonnes), les upâsaka (laïcs hommes) et les upâsikâ (laïques femmes). Ces quatre catégories constituent la communauté bouddhique en tant que telle. 
Cependant, rapidement, le mot est appliqué surtout aux « renonçants » qui embrassaient la vie monastique, car ce genre de vie était le plus propre à permettre de sortir du cycle des existences (samsâra). Le mot se réfère donc le plus souvent aux communautés monastiques bouddhistes de moines ou de nonnes, et l'on parle alors traditionnellement de bhikkhu-sangha pour les premiers et de bhikkhuni-sangha pour les secondes. A l'intérieur de cette communauté, les personnes ayant atteint un plus haut niveau de réalisation — et sont ainsi entrés sur le chemin — sont identifiés comme étant  ariya-sangha ou « noble Sangha ». La distinction est résumée ainsi par Richard Robinson et al.: « premièrement, au niveau idéal (arya), [le mot] désigne tous les disciples du Bouddha, laïcs ou ordonnés, qui ont au moins atteint le niveau de srotāpanna; deuxièmement, au niveau conventionnel (saṃvṛti), il désigne les ordres de Bhiksus et de Bhiksuni. »

### Aujourd'hui

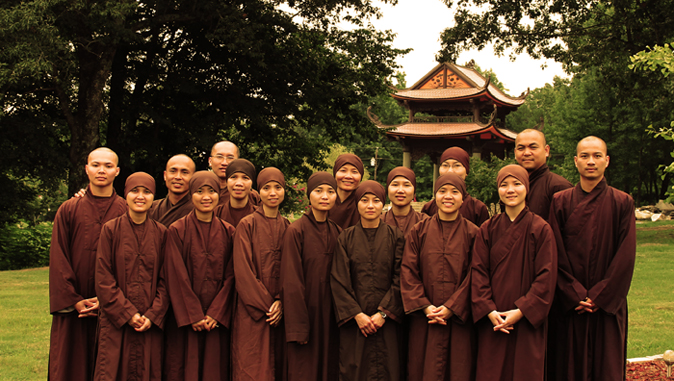
Sangha du Magnolia Grove Meditation Practice Center (Thích Nhất Hạnh) aux États-Unis.

En Occident, aujourd'hui, « sangha » s'applique à n'importe quelle communauté bouddhiste, qu'il s'agisse de personnes ordonnées, laïques ou d'un mélange des deux,.  Melford Spiro relève aussi cette différence dans le temps,: « contrairement au sangha actuel, le sangha originel se considérait comme suivant la mission fixée par le maître, à savoir partir "(...) en tournée pour la bénédiction du plus grand nombre, pour le bonheur du plus grand nombre par compassion pour le monde, pour le bien-être, la bénédiction, le bonheur des deva (les dieux) et des hommes". »

## Histoire
Le sangha est sans doute le premier exemple d'une collectivité structurée que nous connaissons. Cette communauté n'est pas centrée sur un maître, mais sur une doctrine qu'elle a pour mission de transmettre dans son intégrité. Elle va progressivement se développer et essaimer, admettant hommes et femmes, mais en les gardant strictement séparés.

### Les débuts

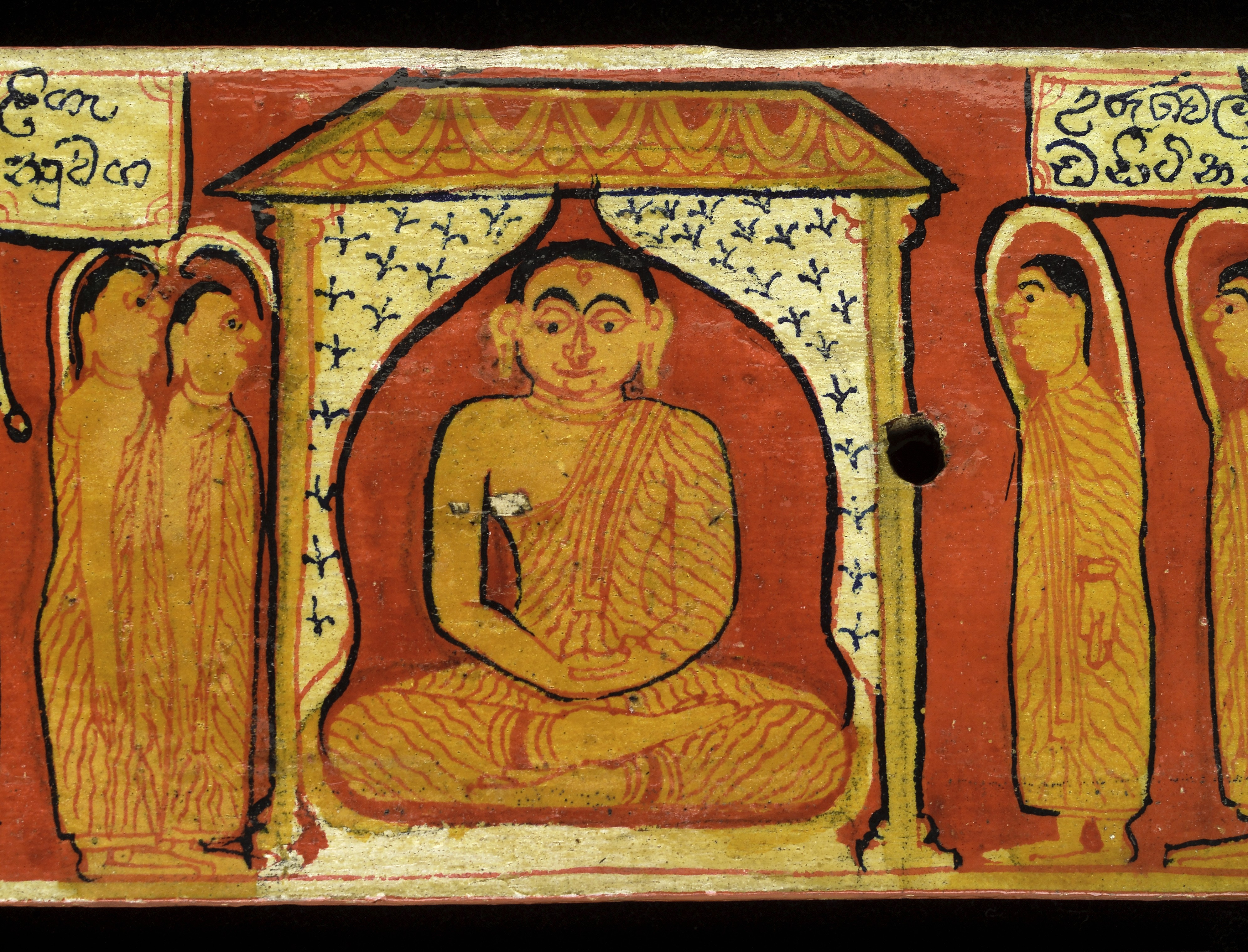
Le sermon de Bénarès, avec les cinq disciples (le troisième à droite est coupé). Couverture d'un livre, Sri Lanka, s.d.

La communauté est fondée après le sermon dit « de Bénarès », premier enseignement que le Bouddha donna après son éveil à un groupe de cinq anciens compagnons, connus sous le nom des « cinq de l'heureux groupe ». Ces cinq personnes vont se convertir à la suite de ce discours, et dès ce moment « la Communauté des moines bouddhiques (sangha) est fondée et forme un groupe de saints. »
L'adhésion de nouveaux moines ou de nouvelles moniales au sangha se fait lors d'une cérémonie d'ordination, qui se pratique souvent dans une salle d'ordination.